# إبراهيم غروسمان
إبراهيم غروسمان (بالعبرية: אברהם גרוסמן‏) هو مؤرخ إسرائيلي، ولد في 10 مارس 1936 في طبريا في إسرائيل.